# Yoshiharu Tsuge
Yoshiharu Tsuge (つげ 義春, de fet 柘植 義春, Tsuge Yoshiharu; nascut el 31 d'octubre de 1937 a Katsushika, Prefectura de Tòquio, Japó) és un autor de manga japonès. És considerat un dels artistes més importants del manga alternatiu. La majoria de les seves obres es basen en somnis o experiències autobiogràfiques.

## Biografia
Tsuge va néixer el 1937 a Katsushika, un districte de Tòquio, com a segon d'un total de tres fills. Sota la devastació provocada per la Segona Guerra Mundial, la seva infantesa fou molt infeliç. El pare va morir el 1942 i la mare es va tornar a casar poc temps després. Com que la família patia la pobresa, Tsuge va haver de començar a treballar tot just acabada l'escola primària. Als catorze anys, va intentar infiltrar-se d'estranquis en un vaixell cap als EUA, però va ser enxampat abans que el vaixell salpés, siguent seguidament lliurat a la policia i passant una nit a la presó.
El 1954 va començar a dibuixar manga per a les lliberies de préstec. Aquestes llibreries donaven llibertat artística als seus artistes i eren l'única alternativa al mercat comercial del manga, que als anys 50 estava adreçat exclusivament als nens. En aquests primers treballs va ser influenciat pels còmics obscurs i dibuixats de manera realista (Gekiga) així com per Osamu Tezuka. Quan les llibreries de préstec van tancar als anys 60, estava a l'atur i deprimit. Va sofrir un intent de suïcidi fracassat; i cobria les despeses de la vida i els seus deutes mitjançant donacions de sang.
El 1964, Katsuichi Nagai va cofundar la revista de manga alternativa Garo amb el mangaka Sanpei Shirato. La revista, que buscava nous talents, es va topar amb Tsuge i la seva primera història fou publicada el 1965, titulada Uwasa no Bushi, mentre treballava com a assistent de Shigeru Mizuki. L'any 1966, el manga Numa, dibuixat per Tsuge expressament per a Garo, va provocar un enrenou. Els lectors estaven irritats per la representació de l'erotisme de Tsuge i el seu final obert. El seu següent conte, Chiko, no va tenir millor fortuna, generant també incomprensió entre els lectors, que consideraven la història massa rara. A partir d'aquí les seves publicacions a la revista van esdevenir menys freqüents. Tanmateix, el 1967, els crítics van començar a prestar més atenció a les seves obres, titlant-les fins i tot d'"art". Com a resultat, Tsuge va recuperar el gust pel dibuix, publicant molts mangues nous. El 1968, Garo fins i tot va arribar a dedicar-li tot un número, pel qual va dibuixar la popular Nejishiki. En els anys següents, la crítica finalment el va reconèixer com a revolucionari del manga i les seves històries van assolir l'estatus de culte.
A la dècada de 1980, Tsuge va centrar les seves històries en la seva vida privada i fins i tot va publicar parts del seu diari personal. El 1987, es va retirar del negoci del manga perquè la revista Comic Baku, per a la qual va dibuixar els seus últims treballs, va desaparèixer. La salut de Tsuge se'n va ressentir, amb una recaiguda als atacs d'ansietat i tendència a la depressió.

## Influència i llegat
Tsuge va tenir una gran influència en altres artistes de la subcultura del manga (per exemple, Hideshi Hino i Suehiro Maruo), però també en mangakes del mercat comercial de manga. La popularitat de Tsuge, la revista Garo i el gekiga, per exemple, van ajudar a Osamu Tezuka a reorientar-se als anys 60.
Al Japó, el manga de Tsuge segueix gaudint de popularitat, en part gràcies a les adaptacions cinematogràfiques de les seves obres. Tanmateix, a fora del Japó el treball de Tsuge ha rebut poca atenció. El seu treball més conegut, Munō no Hito, es va publicar en francès amb el títol L'Homme sans Talent i va ser nominat al premi Fauve d'Or al millor àlbum del Festival International de la Bande Dessinée d'Angoulême de 2005.

## Obra (selecció)
- Hannin wa dare da! (犯人は誰だ!!), 1954
- Uwasa no Bushi (噂の武士, "Samurai el rumor del qual s'escampa"), 1965
- Chīko (チーコ), 1966
- Hatsutake gari (初茸がり), 1966
- Numa (沼, "pantà"), 1966
- Umibe no Jokei (海辺の叙景), 1967
- Akai Hana (紅い花, "Flors vermelles"), 1967
- Ri-san Ikka (李さん一家), 1967
- Nejishiki (ねじ式), 1968
- Gensen-kan Shujin (ゲンセンカン主人), 1968
- Realisme no Yado (リアリズムの宿), 1973
- Yoshio no Seishun (義男の青春), 1974
- Hissatsu suru mekome (必殺するめ固め), 1979
- Munō no Hito (無能の人), 1985
- Betsuri (別離), 1987